# Família Batemberga
Battenberg ou Batemberga(português europeu) foi uma família de condes alemães residentes no Castelo de Kellerburg, perto de Battenberg, em Hesse-Nassau, que se extinguiu em 1314.

O título condal foi recriado posteriormente, em 1851, em favor da polonesa Julia von Hauke (1825-1895), esposa morganática de Alexandre de Hesse-Darmstadt. Em 1858, os membros da família tornaram-se príncipes e princesas de Battenberg, com o tratamento de Sua Alteza Sereníssima. A princesa Júlia teve quatro filhos, entre os quais o futuro Alexandre da Bulgária.
Em 1917, no Reino Unido a família mudou seu sobrenome para Mountbatten, devido ao sentimento anti-alemão decorrente da Primeira Guerra Mundial.
Entre seus descendentes está o rei Filipe VI de Espanha (por meio de sua bisavó paterna, a rainha Vitória Eugénia de Battenberg) e o rei Carlos III do Reino Unido (por meio de seu pai, o príncipe Filipe, Duque de Edimburgo).

## Criação

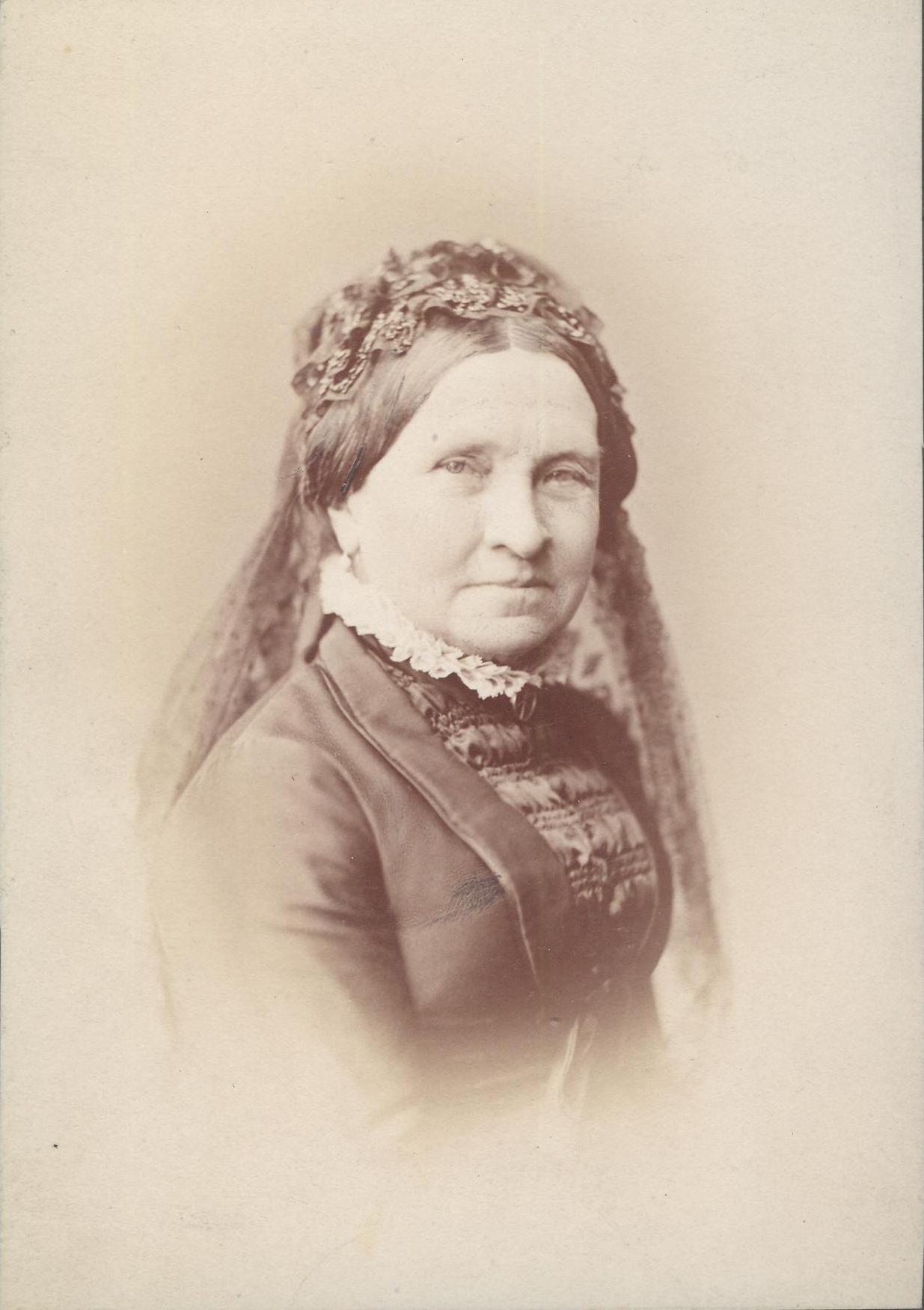
Julia de Hauke

O príncipe Alexandre de Hesse e do Reno (1823-1888) foi o terceiro filho do grão-duque Luís II de Hesse e do Reno e de Guilhermina de Baden. Houve rumores de seu que pai biológico seria realmente o barão Augusto de Senarclens, camareiro de sua mãe.
Sua esposa, Julia von Hauke (1825-1895), foi uma simples condessa - a filha órfã de Hans Moritz von Hauke, que tinha sido um general do exército russo e, em seguida, Vice-Ministro da Guerra da Polônia do Congresso - e, portanto, insuficiente para classificar seus filhos para se qualificar para a sucessão ao trono de Hesse. Por esta razão, seu irmão, designado grão-duque Luís III criou o título de condessa de Battenberg (alemão: Gräfin von Battenberg) para ela e para futuros descendentes do casal (a família anterior de sobrenome Battenberg tinha-se tornado extinta no século XIV.) Em 1858 o título, que se refere à cidade de Battenberg, Hesse, foi elevado ao estatuto de principado. Nunca houve um correspondente Principado de Battenberg, o título não foi de um soberano, na corte do Grão-Ducado de Hesse.
Os filhos dessa união herdaram o título de Príncipe (alemão: Prinz) ou Princesa (alemão: Prinzessin) e o estilo de Sua Alteza Sereníssima (alemão: Durchlaucht). Battenberg, assim, tornou-se o nome de um ramo cadete morganático da família grã-ducal de Hesse, sem direito de sucessão ao trono.

## Membros
- Princesa Julia de Battenberg (1825-1895)
  - Princesa Maria de Battenberg (1852-1923) casou com o príncipe Gustavo de Erbach-Schönberg em 1871.
  - Príncipe Luís de Battenberg (1854-1921) renunciou ao seu título em 1917 para se tornar Marquês de Milford Haven, casou com a princesa Vitória de Hesse e Reno, filha de Luís IV, Grão-Duque de Hesse e Alice do Reino Unido.
    - Princesa Alice de Battenberg (1885-1969) casou com o príncipe André da Grécia e Dinamarca em 1903.
    - Princesa Luísa de Battenberg (1889-1965), renunciou a seu título em 1917 para se tornar Lady Luísa Mountbatten, casou com o rei Gustavo VI Adolfo da Suécia em 1923.
    - Príncipe George de Battenberg (1892-1938) renunciou ao seu título em 1917, para tornar-se Conde de Medina (mais tarde Marquês de Milford Haven).
    - Príncipe Louis de Battenberg (1900-1979) renunciou ao seu título em 1917, para se tornar Lorde Louis Mountbatten (mais tarde Conde Mountbatten da Birmânia).

  - Príncipe Alexandre de Battenberg (1857-1893) tornou-se o príncipe da Bulgária em 1879 (mais tarde Conde de Hartenau).
    - Conde Asen de Hartenau (1890-1965)
    - Condessa Tsvetana de Hartenau (1893-1935)

  - Henrique de Battenberg (1858-1896) casou com a princesa Beatriz do Reino Unido, filha da Rainha Vitória e do Príncipe Alberto.
    - Príncipe Alexandre de Battenberg (1886-1960) renunciou ao seu título em 1917, para se tornar Marquês de Carisbrooke.
    - Princesa Vitória Eugênia de Battenberg, Rainha da Espanha (1887-1969) casou com Afonso XIII de Espanha em 1906.
    - Príncipe Leopoldo de Battenberg (1889-1922) renunciou ao seu título em 1917, para se tornar Leopoldo Mountbatten
    - Príncipe Maurício de Battenberg (1891-1914)

  - Príncipe Francisco José de Battenberg (1861-1924) casou com a princesa Ana de Montenegro.

## Brasões
| Brasão de Luís de Battenberg | Brasão de Henrique de Battenberg | Brasão dos príncipes Alexandre, Leopoldo e Maurício de Battenberg (antes de 1917) | Brasão da princesa Vitória (antes de 1906) | Brasão de Vitória Eugénia de Battenberg como rainha consorte de Espanha |

| Brasão de Luís de Battenberg e Henrique de Battenberg | Brasão de Alexandre, Leopoldo e Maurício de Battenberg (antes de 1917) | Brasão da princesa Vitória (antes de 1906) | Brasão da princesa Vitória (1906) antes do casamento com o rei Afonso XIII de Espanha |